# Академический музыкально-драматический театр имени Леси Украинки
Академический музыкально-драматический театр им. Леси Украинки (укр. Академічний музично-драматичний театр ім. Лесі Українки) — профессиональный театр в Каменском.
Театр является коммунальной собственностью городской территориальной общины. Расположен в исторической части города на территории бывшей Верхней Колонии в здании бывшей народной аудитории, построенном в 1900 году по инициативе и при поддержке Игнатия Ясюковича — директора-распорядителя Днепровского металлургического завода.

## История
Свою историю театр ведет с дня основания первого профессионального театра в Каменском — Театра русской драмы им. М. М. Хатаевича (с 1937 года — имени Т. Шевченко), который поднял занавес 8 октября 1935 года.

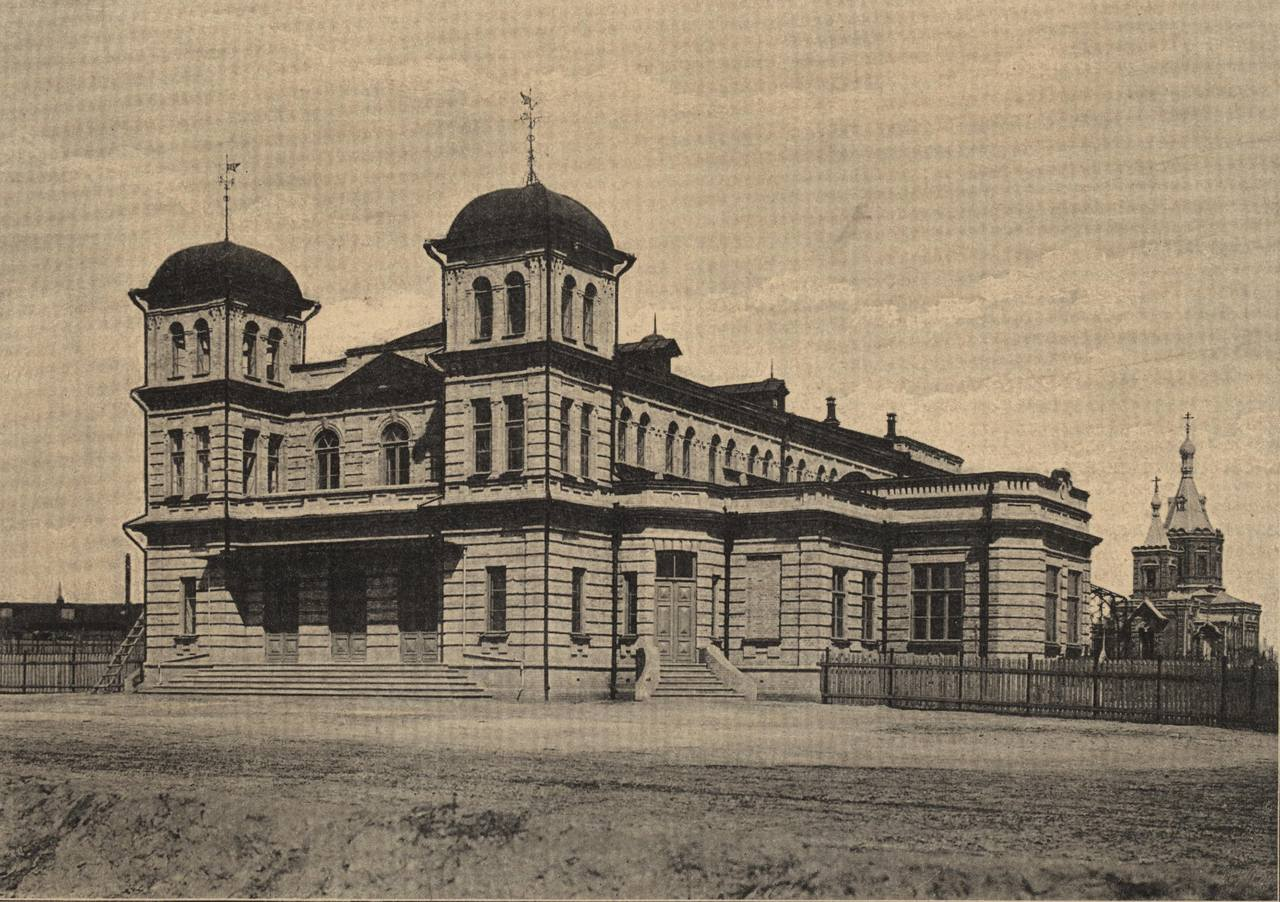
Здание театра в начале XX ст.

В рабочем городе, имеющем к этому времени богатый и разнообразный опыт существования любительских театров (театральные кружки Б. Радзиминского, М. Нечая, В. Разумовского, М. Ленка, Н. Лопатецкого, ТРАМа под руководством М. Малкина и Г. Мамонтова) молодой театр очень быстро приобрёл большую популярность. Основу его репертуара составляли пьесы советских драматургов, а также мировая классическая драматургия.
Постановки режиссёров П. Кастальского, П. Алексеева, М. Кроля, А. Цвилинёва, В. Стрельбицкого, В. Ермолова-Бороздина, А. Полищук с участием талантливых актёров В. Забалуева, Д. Данилова, Б. Рыжак, Я. Смоляка, Л. Курбатовой, Н. Вяземской с каждым сезоном приобретали всё больше поклонников.
Незадолго до Великой Отечественной войны в 1940 году театр возглавил известный на Украине режиссёр театра и кино Борис Тягно, ученик и сподвижник Леся Курбаса. С его творчеством связан один из самых ярких и плодотворных периодов в жизни театра. До начала военных действий Борис Тягно успел поставить спектакли «Евгения Гранде» по роману О. Бальзака, «Скрипка гуцула» Ю. Мокреева, «Враги» М. Горького, «Украденное счастье» И. Франко.
Летом 1941 года театр был эвакуирован в Казахстан в Лениногорск (ныне — Риддер), а затем — в Гурьев (ныне — Атырау). В освобождённый Днепродзержинск театр вернулся в 1944 году. А в 1949 году труппу перевели в Кривой Рог. Именно днепродзежинские артисты составили основу только что созданного Криворожского городского театра драмы и музыкальной комедии им. Т. Г. Шевченко.
А в театральном доме — здании бывшей народной аудитории — в том же году поселился Днепропетровский областной передвижной украинский театр. С 1956 года он стал называться Днепродзержинским украинским драматическим театром им. Леси Украинки. Театр много гастролировал, побывал чуть ли не во всех крупных городах Украины, России, Белоруссии и почти в каждом селе Днепропетровской области. Кумирами зрителей были заслуженные артисты Украины Пётр Аведиков-Авдиенко и Пётр Лысенко, актёры С. Ферликовская, Т. Яценко, В. Яценко, О. Кобелева, М. Кудиненко. Ставилась украинская классическая драматургия («Наймичка» по Т. Шевченко, «Ой, не ходи, Грицю, да на вечерницы» М. Старицкого, «Дай сердцу волю, заведет в неволю» М. Кропивницкого, «Наталка Полтавка» И. Котляревского, «Сватанье на Гончаровке», Г. Квитки-Основьяненко, «В воскресенье рано зелье копала» О. Кобылянской, «Лесная песня» Леси Украинки) и пьесы популярных советских авторов того времени А. Сафронова, А. Макайонка, М. Бараташвили, Ц. Солодаря, А. Левады.
В 1962 году вышло постановление Советского правительства о сокращении количества городских театров. Театр им. Леси Украинки был закрыт.
Летом 1979 года было принято решение о создании в Днепродзержинске Русского музыкально-драматического театра. Первая постановка нового театра «Темп-1929» по произведениям Н. Погодина прошла 18 февраля 1981 года.
Первое десятилетие творческой жизни молодого театра было временем бурного становления. Менялись главные режиссёры: заслуженный артист Украины Семён Терейковский (1980—1982) пытался развивать музыкальное направление, Исаак Дубов (1982—1983) стремился к постановкам с актуальной современной проблематикой, к сценическому эксперименту, заслуженный артист Украины Николай Мальцев (1983—1988) тяготел к традиционному реалистическому, психологическому театру, Геннадий Пименов (1988—1990) уделял внимание, прежде всего современным, проблемным пьесам.
С 1990 по 1994 годы главный режиссёр театра — Сергей Чулков. Он направляет репертуарную политику на постановку украинской и мировой классической драматургии, именно в классике находя неисчерпаемый источник вечных общечеловеческих ценностей. На сцене появляются спектакли «Каменный хозяин» Леси Украинки, «Мирандолина» К. Гольдони, «Двенадцатая ночь» Шекспира, «Коварство и любовь» и «Мария Стюарт» Ф. Шиллера, «Свои люди — сочтёмся» и «Женитьба Белугина» А. Островского, «Шельменко-денщик» и «Сватанье на Гончаровке» Г. Квитки-Основьяненко, «Талан» М. Старицкого, «Танго на закате» («Зойкина квартира») М. Булгакова, «Женитьба» Н. Гоголя и другие.
В 1993 году в театре основан фестиваль «Классика сегодня», который проходит один раз в 2—3 года.
Новый этап в жизни театра начался с 1997 года. После трёхлетнего перерыва вернулся художественный руководитель — заслуженный деятель искусств Украины Сергей Анатольевич Чулков, генеральным директором назначена заслуженная артистка Казахстана Маргарита Андреевна Кудина. Завершился капитальный ремонт здания. Творческая и административная жизнь театра получила мощный импульс.

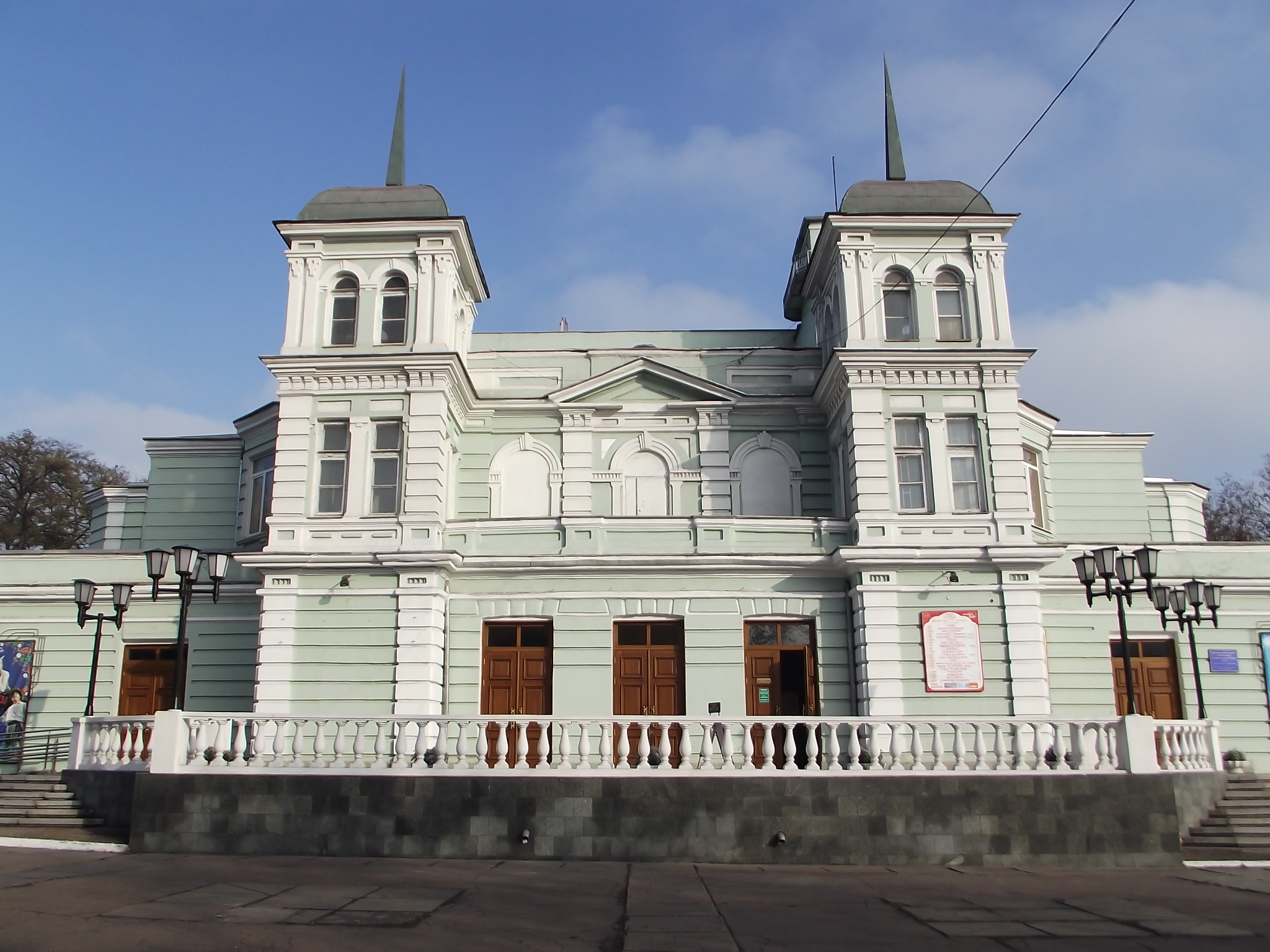
Главный фасад

В 2000 году Днепродзержинскому музыкально-драматическому театру присвоено имя Леси Украинки.
В апреле 2012 года театру присвоен статус академического.
С 2016 года театр носит название Академический музыкально-драматический театр им. Леси Украинки . В фестивале «Классика сегодня», который прошел в этом году, принимали участие театры из Австрии, Белоруссии и Украины. Среди премьер, поставленных театром в этом году — классическая трагедия Шекспира «Гамлет» и музыкальная сказка «Бу-ра-ти-но!».

## Современная труппа
В современную труппу театра входят:
- Лунегова Нина Арсентьевна (заслуженная артистка Украины),
- Попов Борис Николаевич (заслуженный артист РСФСР),
- Бахмут Анна Юрьевна,
- Белянская Татьяна Станиславовна,
- Вадакария Валентина Григорьевна,
- Василенко Геннадий Аркадьевич,
- Вертий Анатолий Иванович (заслуженный артист Украины),
- Волощенко Олег Александрович (заслуженный артист Украины),
- Воробьев Владимир Алексеевич,
- Галенко Валентина Владимировна,
- Долинкина Ирина Михайловна,
- Жилина Юлия Александровна,
- Загальская Юлия Геннадиевна,
- Ильницкая-Стыщук Вера Владимировна,
- Капинус Валерий Александрович,
- Комарова Светлана Викторовна (заслуженная артистка Украины),
- Лебедев Артем Владимирович,
- Марченко Лилия Леонидовна,
- Нагорный Александр Александрович,
- Никитенкова-Вертий Светлана Анатольевна,
- Назаренко Виктор Викторович,
- Назаренко Дмитрий Викторович,
- Олейник Евгений Ильич,
- Опашнюк Маргарита,
- Петренко Татьяна Борисовна,
- Полевая Вероника Витальевна,
- Сороколат Дмитрий Сергеевич,
- Тарханов Александр Петрович,
- Футинец Евгения,
- Чебан Иван,
- Чваркова Ирина (заслуженная артистка Украины),
- Шарай Наталья Тихоновна,
- Юрченко Марина Павловна (заслуженная артистка Украины),
- Куксенко Руслан,
- Лещинская Марьяна (студентка Днепропетровского театрально-художественного колледжа),
- Лысенко Владислав (студент Днепропетровского театрально-художественного колледжа),
- Меняйло Евгения (студентка Днепропетровского театрально-художественного колледжа),
- Черноусова Мария (студентка Днепропетровского театрально-художественного колледжа).

## Современный репертуар
Основной текущий репертуар театра:
- Блэз (К. Манье),
- Странная миссис Сэвидж (Джон Патрик),
- Восемь любящих женщин (Р. Тома),
- Дикарь (Третье слово; А. Касона),
- Дочки-матери (А. Мардань),
- Кадриль (В. Гуркин),
- Летучая мышь (И. Штраус)
- Любовь-любовь, или Как мы попали! (М. Камолетти),
- Любовь на заречной улице (В. Денисенко),
- Мужчина к празднику, или Будьте счастливы! (Н. Птушкина),
- Ночь святого Валентина (А. Мардань),
- Отель двух миров (Э. Э. Шмитт),
- Папа в паутине (Р. Куни),
- Проснись и пой! (М. Дьярфаш),
- Развод по-французски (Ф. Кампо),
- Руководство для желающих жениться (А. Чехов),
- Сватанье на Гончаровке (Г. Квитка-Основьяненко),
- Сильва (И. Кальман),
- Феминизм по-украински — мюзикл А. Коломийцева (либретто и музыка) по водевилю «Бой-баба» (укр. Бой-жінка) Г. Квитки-Основьяненко,
- Ханума (А. Цагарели),
- Эзоп (Г. Фигейредо).

Также театр ставит спектакли для детей:
- Бременские музыканты (В. Ливанов, Ю. Энтин, Г. Гладков),
- Кот в сапогах (С. Прокофьева, Г. Сапгир),
- Кошкин дом (С. Маршак),
- Про мудрого Ачи и храброго Бачи (Г. Сапгир, П. Малаев),
- Хозяйка Медной горы (П. Бажов),
- Коза-дереза (Л. Кушковая),
- Щелкунчик и Мышиный король (Э. Гофман),
- День рождения кота Леопольда (А. Хайт),
- Волшебная дудочка (С. Чверкалюк),
- Дюймовочка (Х. К. Андерсен),
- Сокровища капитана Флинта (Б. Савельев, Д. Иванов, В. Трофимов).